# Radoľa
Radoľa és un poble i municipi d'Eslovàquia que es troba a la regió de Žilina, al centre-nord del país.

## Història
La primera menció escrita de la vila es remunta al 1332.

## Demografia
| Godina             | 1994 | 2004   | 2014   | 2024   |
| ------------------ | ---- | ------ | ------ | ------ |
| Nombre de persones | 1342 | 1372   | 1459   | 1533   |
| Diferència         |      | +2,23% | +6,34% | +5,07% |

| Godina             | 2023 | 2024   |
| ------------------ | ---- | ------ |
| Nombre de persones | 1543 | 1533   |
| Diferència         |      | −0,64% |

## Viles agermanades
- Hrádek, República Txeca
- Skoczów, Polònia